# 야마다 난페이
야마다 난페이(山田南平, 1972년 9월 2일생 ~ )는 일본의 만화가이다. 1972년 9월 2일생이며 1991년 하나토유메에 48로망스로 데뷔했다. 대표작으로 홍자왕자, 하늘색 해안 등이 있다.

## 주요작품
- 홍차왕자
- 하늘색 해안
- 쿠미코 & 싱고 시리즈